# Liceu Louis-le-Grand

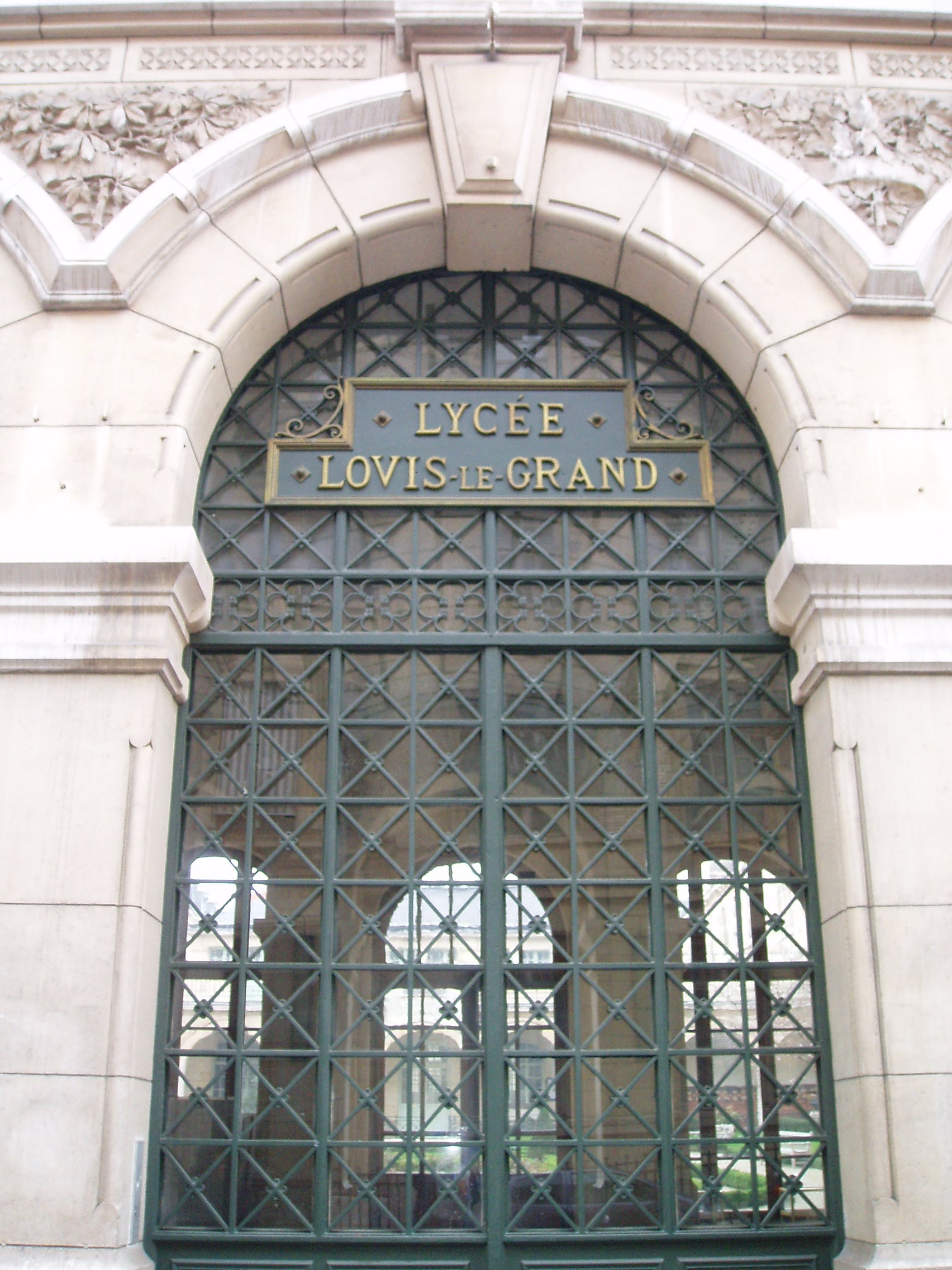
Frontispici

El liceu Louis-le-Grand (Lycée Louis-le-Grand) és un centre educatiu francès situat al carrer Saint-Jacques, al cinquè districte de París. Està situat als locals de l'antic collège de Clermont, fundat pels jesuïtes.
Està envoltat d'altres centres educatius de prestigi, com el Collège de France, la Sorbona, liceu Saint-Louis o el Panteó de París. El liceu Henri IV e està prop.
El Liceu Louis-le-Grand és conegut per la qualitat dels seus ensenyaments i hi van assistir moltes personalitats de la cultura i la política franceses.

## Història

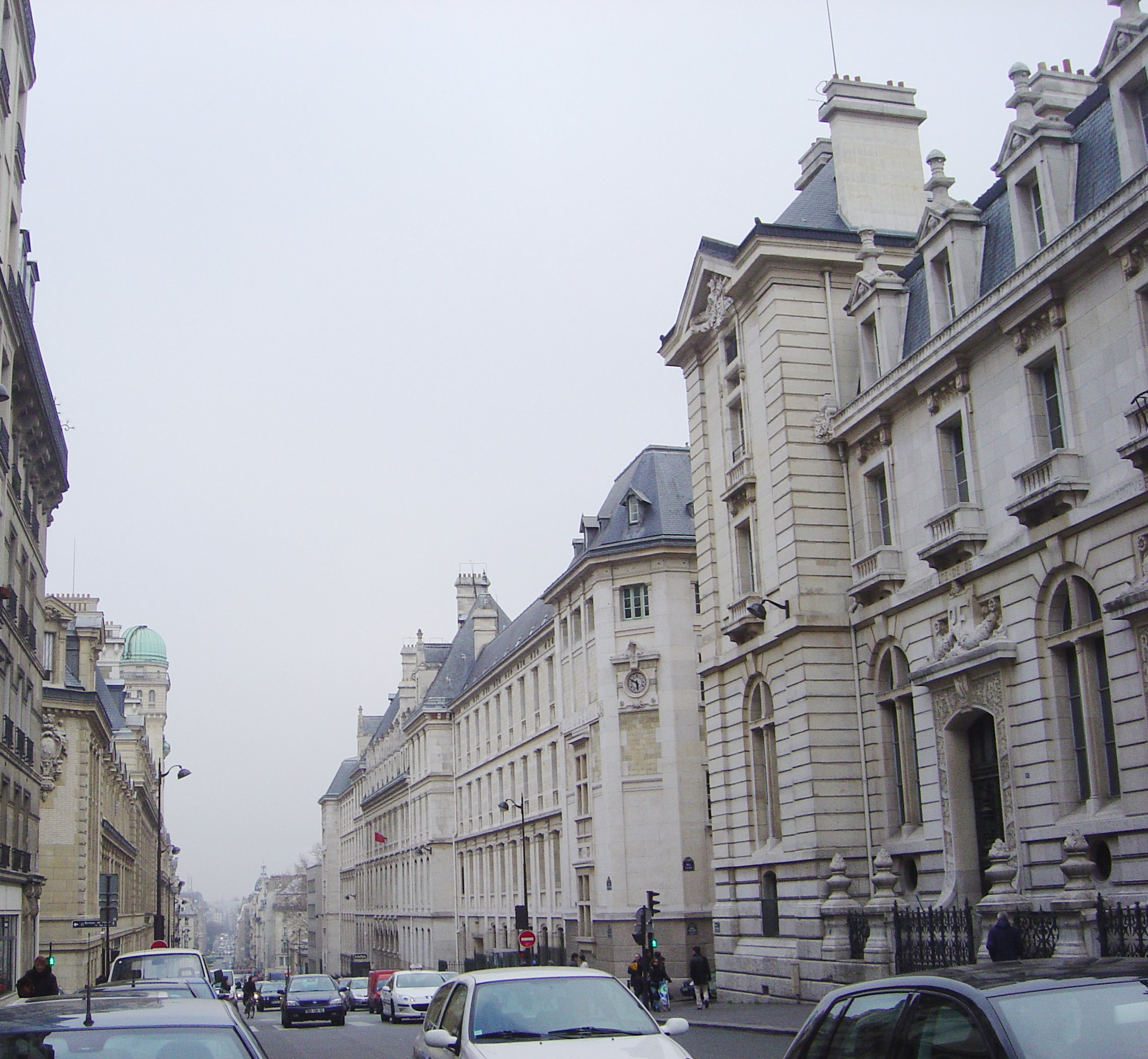
El liceu Louis-le-Grand

L'any 1560 Guillaume du Prat, bisbe de Clermont, va fer un llegat als jesuïtes consistent en 6000 lliures per assegurar l'educació dels escolars pobres. Amb això els jesuïtes van comprar,l'any 1563, la Cour de Langres, un important palauet situat al carrer Saint-Jacques. Tolerat per la Universitat de la Sorbona, però sense autorització oficial, aquest centre obrí les portes l'1 d'octubre de 1563. El seu èxit va ser immediat i va haver de ser ampliat. En aquest moment el seu nom oficial era  Collegium Societatis Jesu, però era més conegut com el «Collège de Clermont».
Donava ensenyament de franc i això es considerava que perjudicava altres centres educatius. A partir de 1564, el Rector de la Sorbona Jean Prévot prohibeix als jesuïtes obrir el seu centre encara que va actuar de manera provisional durant 30 anys.
Tanmateix,l'any 1594, el rei Henri IV va rebre una gavinetada per part de Jean Châtel, antic alumne del Collège de Clermont. Es va acusar la Companyia de Jesús d'estar darrere d'aquest atemptat, van ser expulsats i el seu col·legi requisat, encara que 9 anys després el rei va permetre la seva tornada. Fins a 1618 no es va permetre oficialment als jesuïtes que impartissin tots els tipus d'ensenyaments.
El Collège de Clermont va arribar al seu apogeu entre 1618 i 1682. El 1682, el Collège passa a dir-se Collegium Ludovici Magni, Collège de Louis-le-Grand i compta amb 3.000 alumnes.
El 3 de maig de 1762, es commina el Collège de Louis-le-Grand perquè acomiadi professors i estudiants. S'expulsa els jesuïtes i el 21 de novembre de 1763, es fa a Louis-le-Grand com a seu de la Universitat de París tot i que aquesta universitat va estar amb disputa durant anys amb el collège.
El jove Robespierre, hi entrà com a becari als 11 anys i el va deixar als 23 amb el títol d'advocat i recompensat amb un premi d'estudis de 600 lliures.
El 1790, la revolució francesa li va canviar el nom a Collège Égalité, més tard es convertiria en una presó política durant el règim del Terror a l'espera de la guillotina.
El 1801, el primer cònsol Napoleó I visità aquest centre, normalment anomenat des de 1800, el Collège de París. El 1802, a proposta del ministre d'interior Jean-Antoine Chaptal, el centre va rebre el nom de "liceu de París" i va ser el primer centre que a França va rebre el nom de Liceu, passant a ser el 1805 el "Liceu Imperial".
A partir d'aquest moment aquesta institució educativa va canviar de nom diverses vegades per raons polítiques.
Entre aquest noms va figurar el de lycée Descartes. Definitivament, l'any 1873, es va dir liceu Louis-le-Grand

## Aquest liceu en l'actualitat
L'aspecte actual es deu a les obres realitzades el 1995. Actualment compta amb uns 1800 alumnes, uns 850 a secundària i 950 en classes preparatòries per a les grans escoles. Entre aquests darrers alumnes, un 60% es preparen per a les científiques, un 25% per les literàries i un 15% per les comercials.

## Ex-alumnes famosos
Personalitats polítiques
| - Robert Brasillach - Aimé Césaire - Jacques Chirac - Michel Debré - Régis Debray - Paul Deschanel - Camille Desmoulins - Laurent Fabius - Valéry Giscard d'Estaing - Jean Jaurès - Alain Juppé | - Pierre Messmer - Alexandre Millerand - Nicolás I de Montenegro - Alain Poher - Raymond Poincaré - Georges Pompidou - Maximilien de Robespierre - Michel Rocard - Louis Antoine Léon de Saint-Just - Jean Tiberi - Anne Robert Jacques Turgot - Achille Pierre Dionis du Séjour |

Literats i filòsofs
| - Alain-Fournier - Charles Baudelaire - Joseph Bédier - Alain de Benoist - Pierre Bourdieu - Michel Butor - René Clair - Cyrano de Bergerac - Paul Claudel | - Régis Debray - Jacques Derrida - Denis Diderot - Maurice Druon - Émile Durkheim - Théophile Gautier - Victor Hugo - Joseph Kessel - Valery Larbaud | - Bernard-Henri Lévy - Robert Merle - Maurice Merleau-Ponty - Molière - Charles Péguy - Romain Rolland - El marquès de Sade - Jean-Paul Sartre - Voltaire |

| Pintors - Pierre Bonnard - Edgar Degas - Eugène Delacroix - Théodore Géricault - Georges Méliès - Jacques Rigaut - Henri Rouart | Científics - Alfred Binet - Jean-Baptiste Biot - Évariste Galois - Jacques Hadamard - Charles Hermite - Pierre-Louis Lions - Paul Painlevé - Henri Poincaré - Olinde Rodrigues | Altres personatges - Denis Barois - André Citroën - André Michelin - Cardenal de Retz - Sant Francesc de Sales - François Annat - Louis-Marie Stanislas Fréron |

## Professors
- Émile Borel
- Jean Gaston Darboux
- Henri Léon Lebesgue
- Louis Paul Emile Richard